# Буйневич (путевой пост)
Буйне́вич — путевой пост Владивостокского отделения Дальневосточной железной дороги. Расположен в Пожарском районе Приморского края. Электрифицирован.
До 1972 года путевой пост носил название Хунхуз. Переименован после вооружённого конфликта за остров Даманский. Назван в честь старшего лейтенанта пограничной службы Николая Михайловича Буйневича (1944—1969), погибшего в бою за остров Даманский.

## География
Расположен на участке Бикин — Дальнереченск.
Автомобильная дорога к станции Буйневич идёт на запад от автотрассы «Уссури», расстояние до автотрассы около 9 км, расстояние до районного центра пос. Лучегорск (на север) около 24 км.
На запад от станции Буйневич идёт дорога к селу Емельяновка, расстояние около 2 км.

## Населённый пункт
Населённый пункт Буйневич входит в Игнатьевское сельское поселение Пожарского района.